# هرازدان
هِرازدان (به ارمنی: Հրազդան) یک شهر در ارمنستان است که در استان کوتایک واقع شده‌است. در کیلومتری شمال هرازدان، مرکز استان کوتایک واقع شده‌است. هِرازدان مرکز استان کوتایْک است و رودخانه‌ای به همین نام از میان شهر می‌گذرد.

## ریشه‌شناسی
دو نظریه در مورد ریشه شناسی نام این شهر وجود دارد :
1-نام هرازدان از نام فارسی میانه فَرَزدان گرفته شده‌است. فرزدان در اوستا نام دریاچه‌ای است که گشتاسب شاه در کنار آن از ایزدبانو آناهیتا خواستار پیروزی بر هماوردانش می‌شود و در بهمن‌یشت آمده که هوشیدر، نخستین موعود مزداپرستان در کنار دریاچه فرزدان زاده خواهد شد. ارمنیان پیش از اینکه مسیحی شوند زرتشتی بودند و نام‌های زرتشتی در گوشه و کنار ارمنستان بجا مانده‌است.
2-این شهر قبلاً چندین نام داشته است. نام باستانی شهر Korkotis از ریشه Korkot (ظرف) و از پسوند آشوری گرفته شده است. این نام تا قرن هفدهم حفظ شده است . این نام پس از تبعید ارامنه توسط  شاه عباس  به فارس در سال 1605 فراموش شد.
نام روستای واناتور از منطقه هرازدان به افتخار کمونیست مشهور در سالهای شوروی ، اولین رئیس جمهور جمهوری چک ارمنستان شوروی ، جورج آتاربکیان ، آتاربکیان نامگذاری شد. قبل از آن ، به روستای آتاربکیان کاروانسرا گفته می شد ، زیرا کاروانسرای مردم و اسبها وجود داشت.

## تاریخچه
این شهر تا سال ۱۹۵۹ آختالا Akhtala نامیده می‌شد.

## جغرافیا و آب و هوا
هِرازدان ۲۲ کیلومتر مربع مساحت و ۴۱٬۸۷۵ نفر جمعیت دارد و ۱٬۶۷۵ متر بالاتر از سطح دریا واقع شده‌است. در کیلومتری شمال هرازدان، مرکز استان کوتایک واقع شده‌است.
| داده‌های اقلیم Hrazdan   | داده‌های اقلیم Hrazdan | داده‌های اقلیم Hrazdan | داده‌های اقلیم Hrazdan | داده‌های اقلیم Hrazdan | داده‌های اقلیم Hrazdan | داده‌های اقلیم Hrazdan | داده‌های اقلیم Hrazdan | داده‌های اقلیم Hrazdan | داده‌های اقلیم Hrazdan | داده‌های اقلیم Hrazdan | داده‌های اقلیم Hrazdan | داده‌های اقلیم Hrazdan | داده‌های اقلیم Hrazdan |
| ماه                     | ژانویه                | فوریه                 | مارس                  | آوریل                 | مه                    | ژوئن                  | ژوئیه                 | اوت                   | سپتامبر               | اکتبر                 | نوامبر                | دسامبر                | سال                   |
| ----------------------- | --------------------- | --------------------- | --------------------- | --------------------- | --------------------- | --------------------- | --------------------- | --------------------- | --------------------- | --------------------- | --------------------- | --------------------- | --------------------- |
| میانگین بیش‌ترین °C (°F) | −۰٫۴ (۳۱)             | ۰٫۲ (۳۲)              | ۴٫۲ (۴۰)              | ۱۰٫۳ (۵۱)             | ۱۵٫۳ (۶۰)             | ۱۹٫۹ (۶۸)             | ۲۳٫۴ (۷۴)             | ۲۳٫۶ (۷۴)             | ۲۰٫۵ (۶۹)             | ۱۴٫۹ (۵۹)             | ۷٫۷ (۴۶)              | ۱٫۹ (۳۵)              | ۱۱٫۷۹ (۵۳٫۳)          |
| میانگین روزانه °C (°F)  | −۵٫۲ (۲۳)             | −۴٫۵ (۲۴)             | −۰٫۷ (۳۱)             | ۴٫۷ (۴۰)              | ۹٫۴ (۴۹)              | ۱۳٫۴ (۵۶)             | ۱۶٫۶ (۶۲)             | ۱۶٫۸ (۶۲)             | ۱۳٫۳ (۵۶)             | ۸٫۵ (۴۷)              | ۲٫۷ (۳۷)              | −۲٫۴ (۲۸)             | ۶٫۰۵ (۴۲٫۹)           |
| میانگین کم‌ترین °C (°F)  | −۹٫۹ (۱۴)             | −۹٫۲ (۱۵)             | −۵٫۵ (۲۲)             | −۰٫۸ (۳۱)             | ۳٫۵ (۳۸)              | ۶٫۹ (۴۴)              | ۹٫۹ (۵۰)              | ۱۰٫۱ (۵۰)             | ۶٫۲ (۴۳)              | ۲٫۲ (۳۶)              | −۲٫۳ (۲۸)             | −۶٫۷ (۲۰)             | ۰٫۳۷ (۳۲٫۶)           |
| بارندگی میلی‌متر (اینچ)  | ۱۹ (۰٫۷۵)             | ۲۳ (۰٫۹۱)             | ۳۵ (۱٫۳۸)             | ۵۵ (۲٫۱۷)             | ۸۹ (۳٫۵)              | ۷۴ (۲٫۹۱)             | ۴۶ (۱٫۸۱)             | ۳۸ (۱٫۵)              | ۳۰ (۱٫۱۸)             | ۴۱ (۱٫۶۱)             | ۳۲ (۱٫۲۶)             | ۱۹ (۰٫۷۵)             | ۵۰۱ (۱۹٫۷۳)           |
| منبع: Climate-Data.org  |                       |                       |                       |                       |                       |                       |                       |                       |                       |                       |                       |                       |                       |

## جمعیت‌شناسی
| سال   | ۱۹۵۹  | ۱۹۶۹   | ۱۹۷۶   | ۱۹۸۹   | ۲۰۰۱   | ۲۰۱۱   | ۲۰۱۶   |
| جمعیت | ۷٬۶۳۰ | ۲۳٬۰۰۰ | ۴۰٬۰۳۶ | ۵۹٬۰۰۰ | ۵۲٬۸۰۸ | ۴۱٬۸۷۵ | ۴۱٬۲۰۰ |

−

## نگارخانه

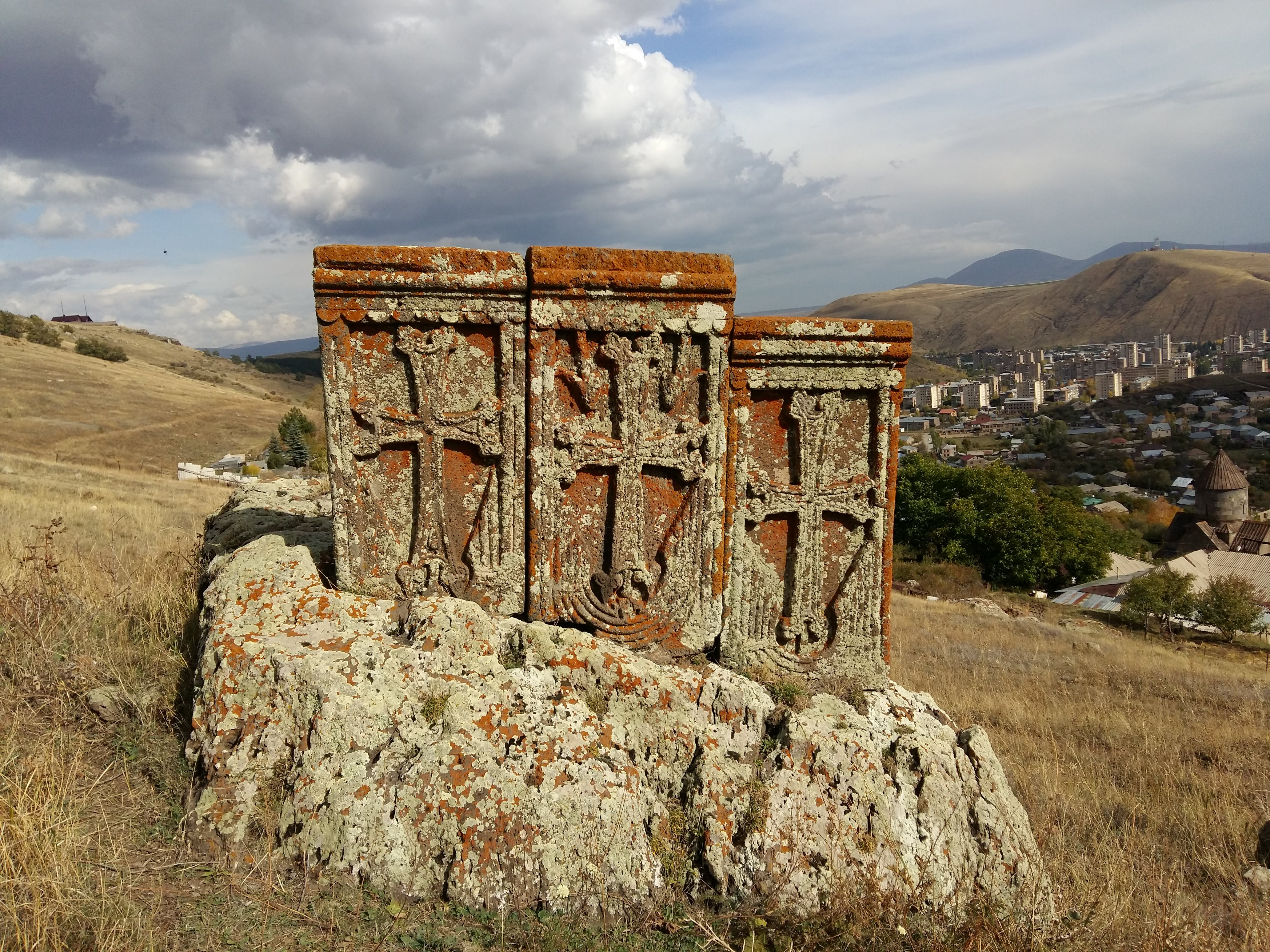
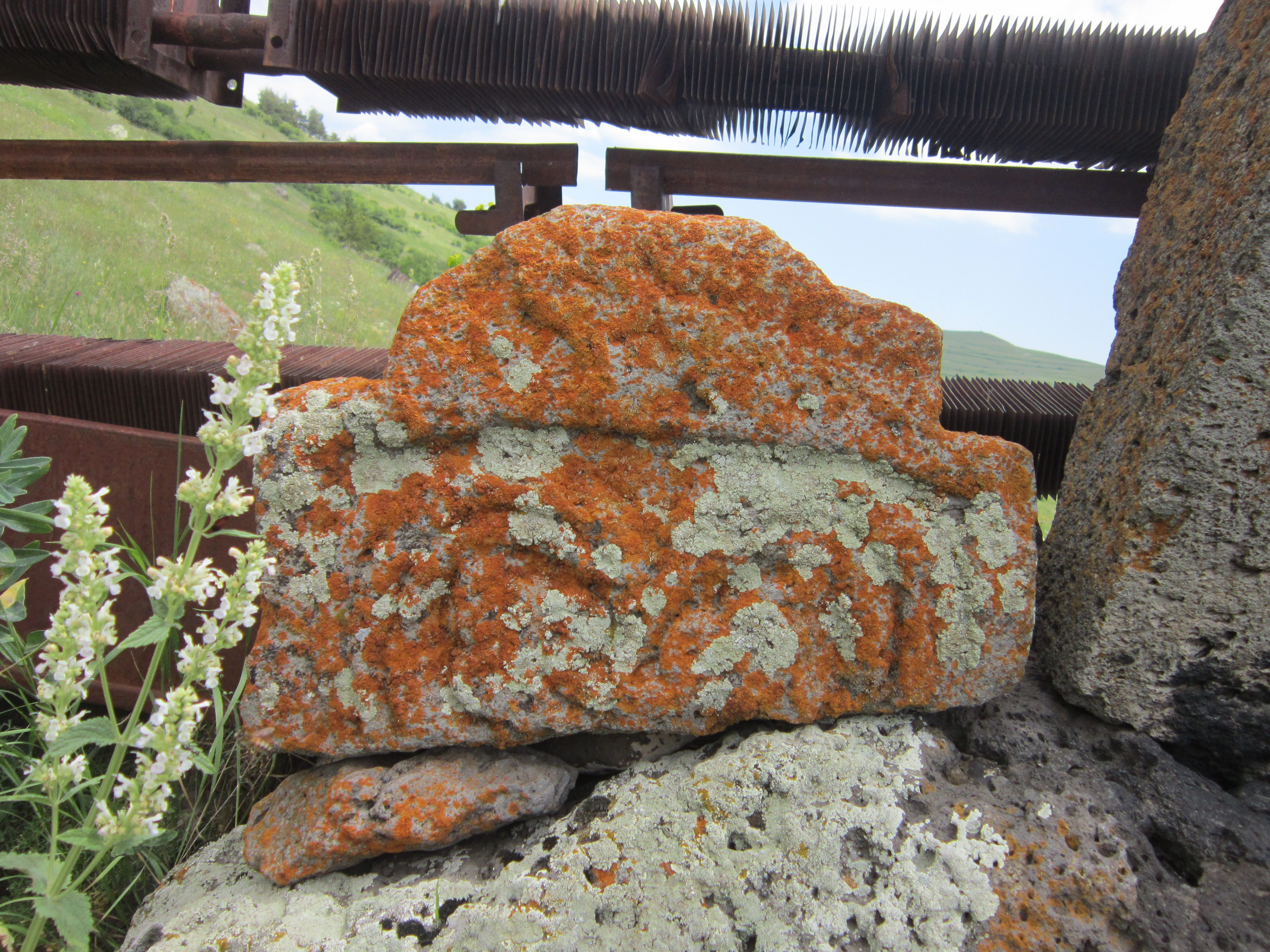
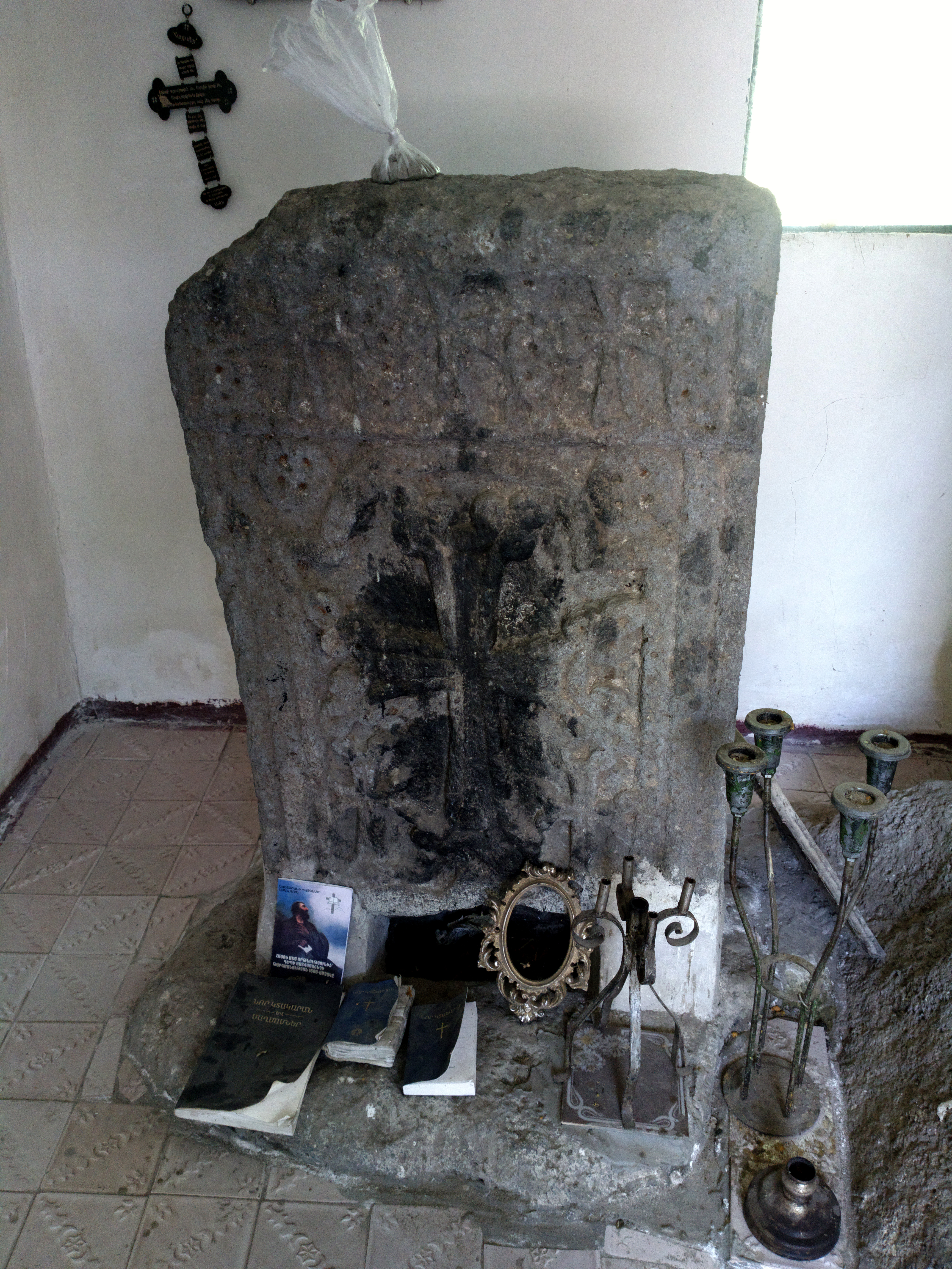
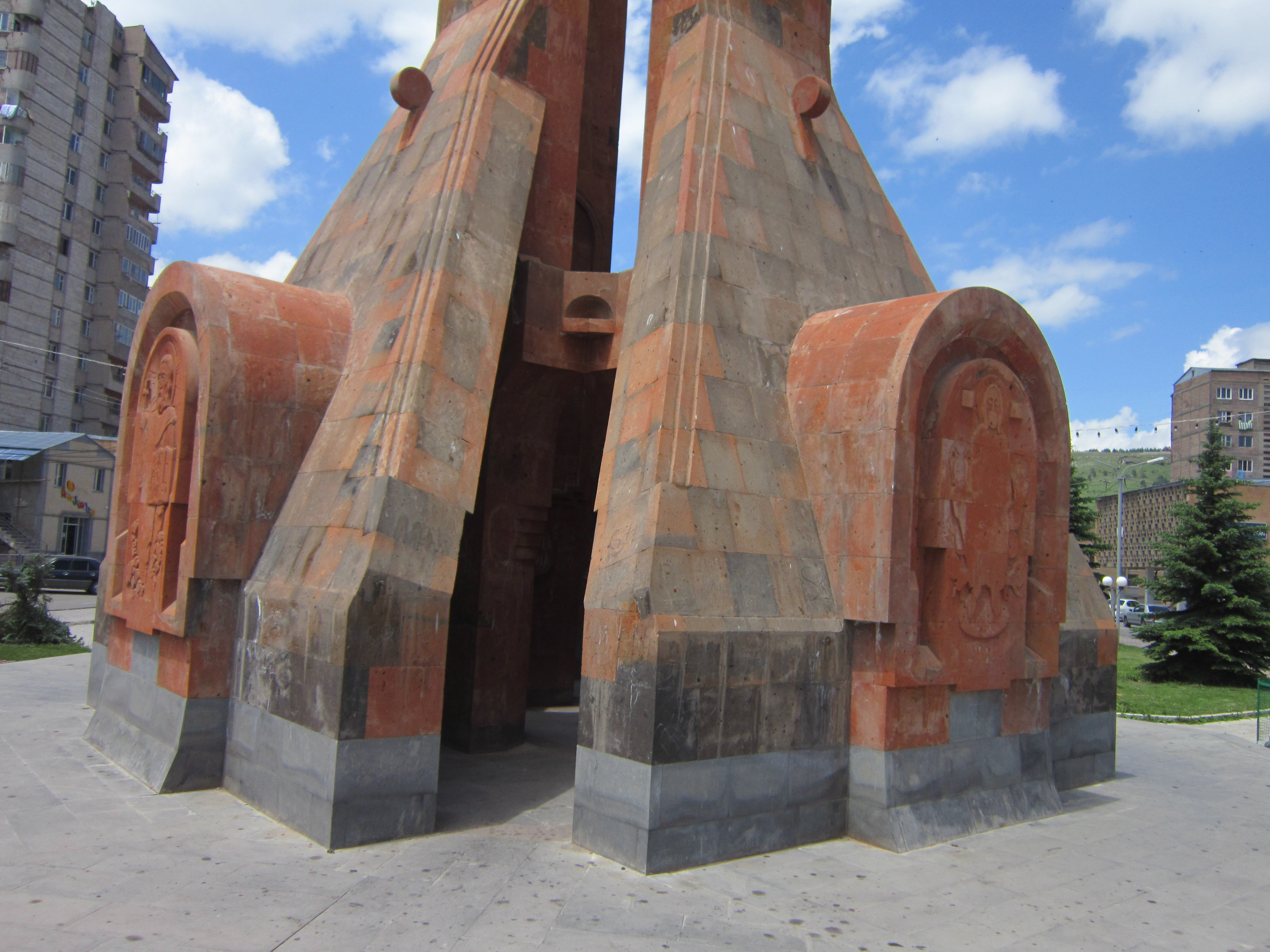
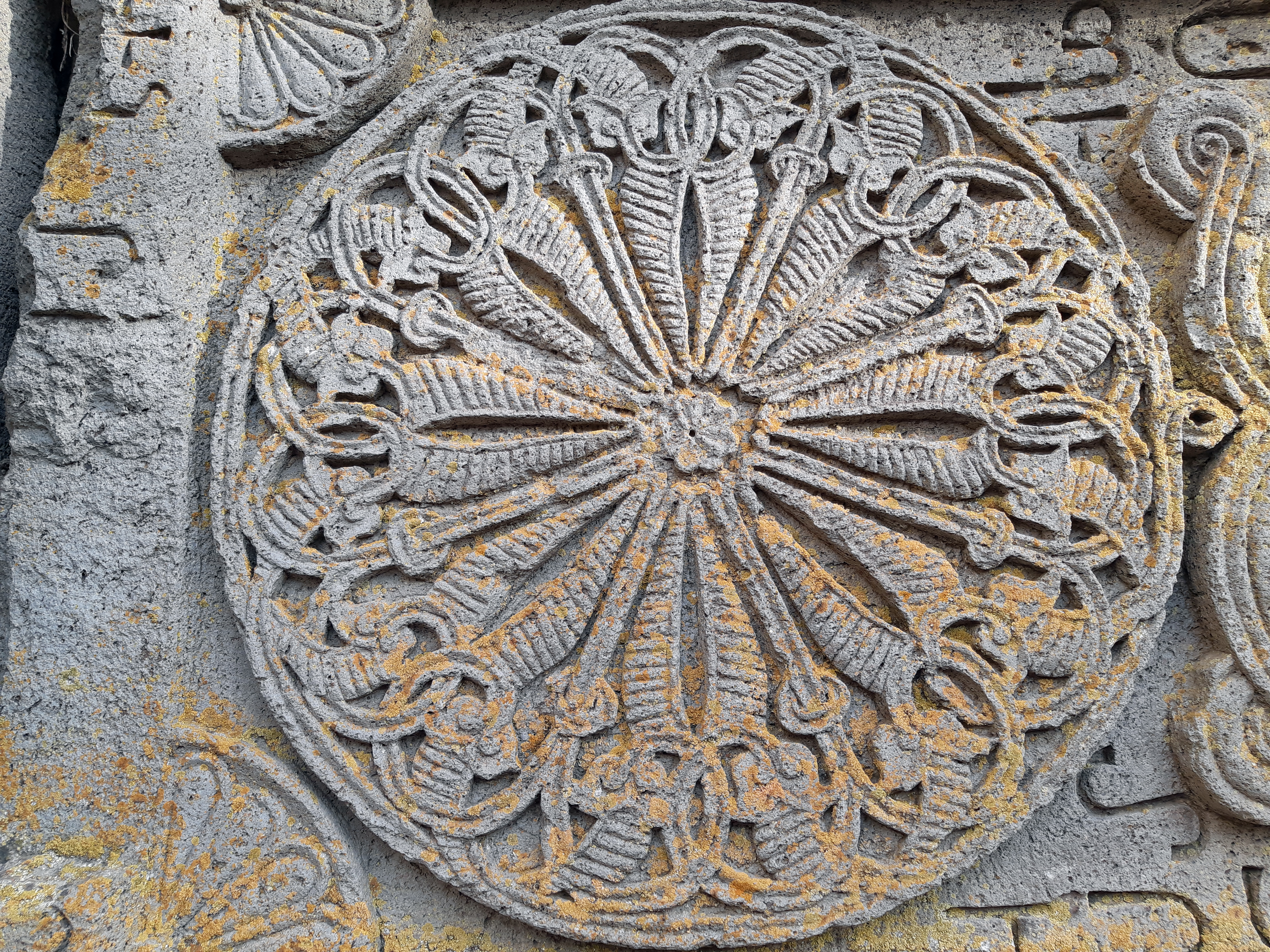
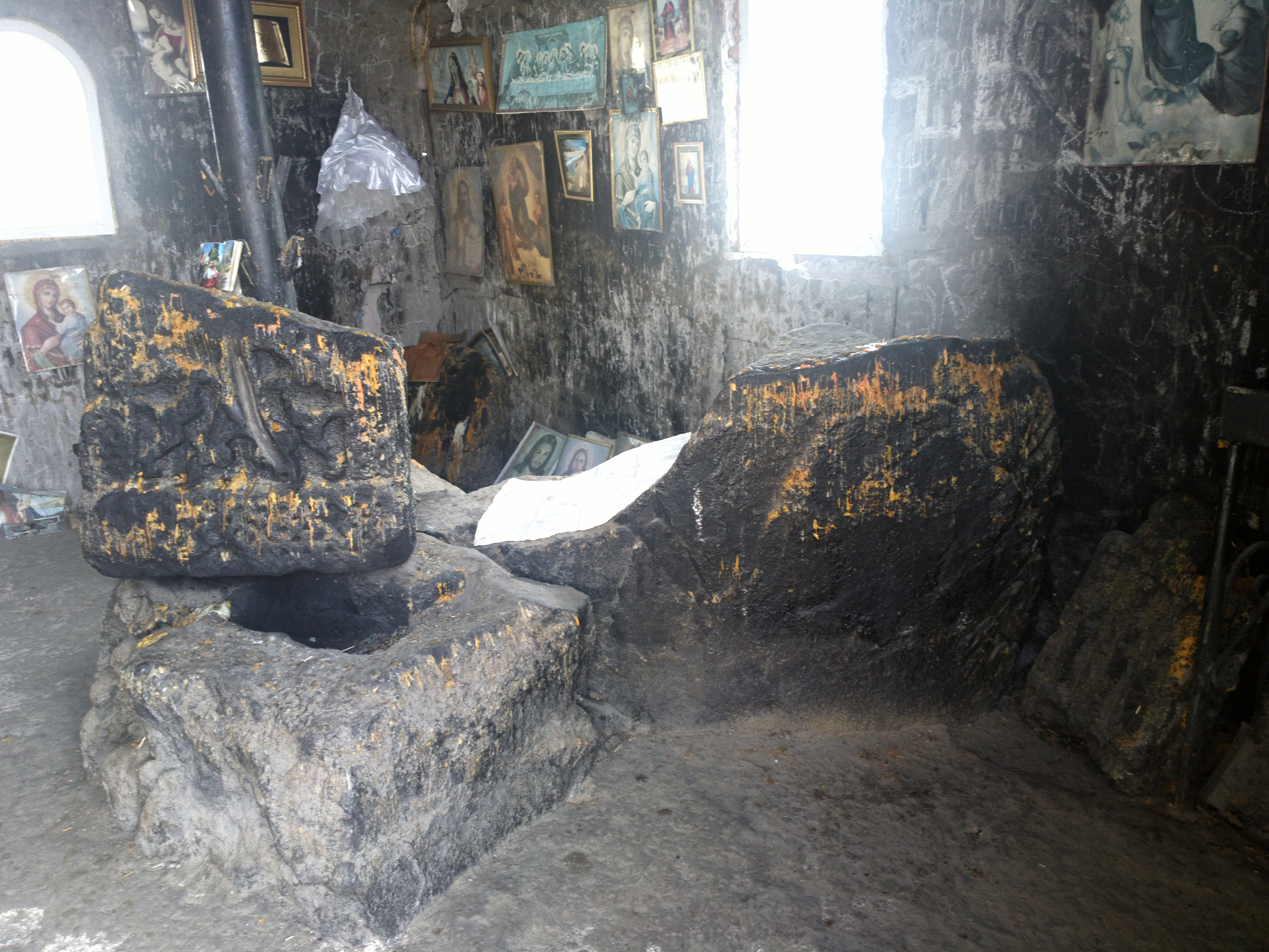
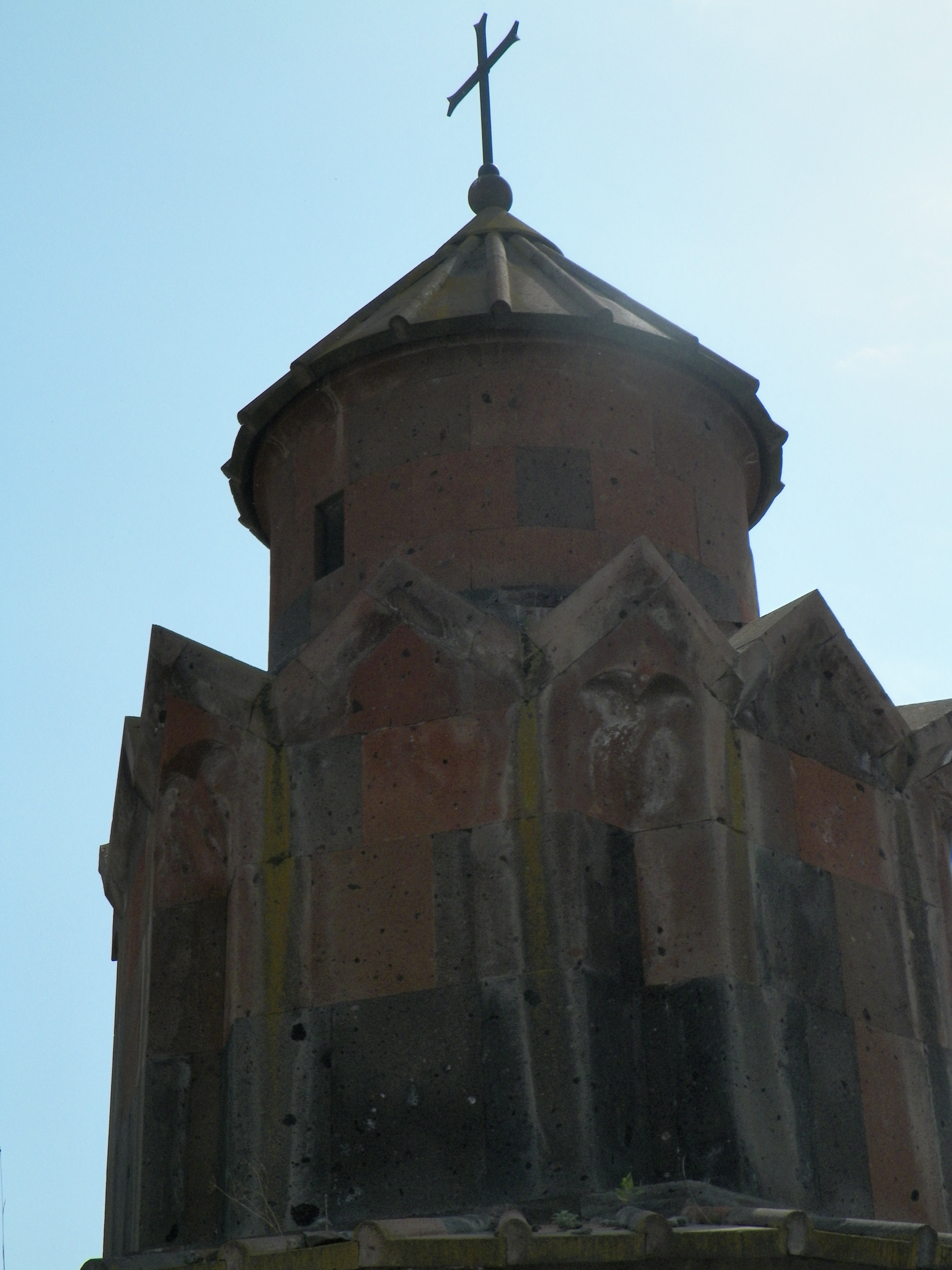
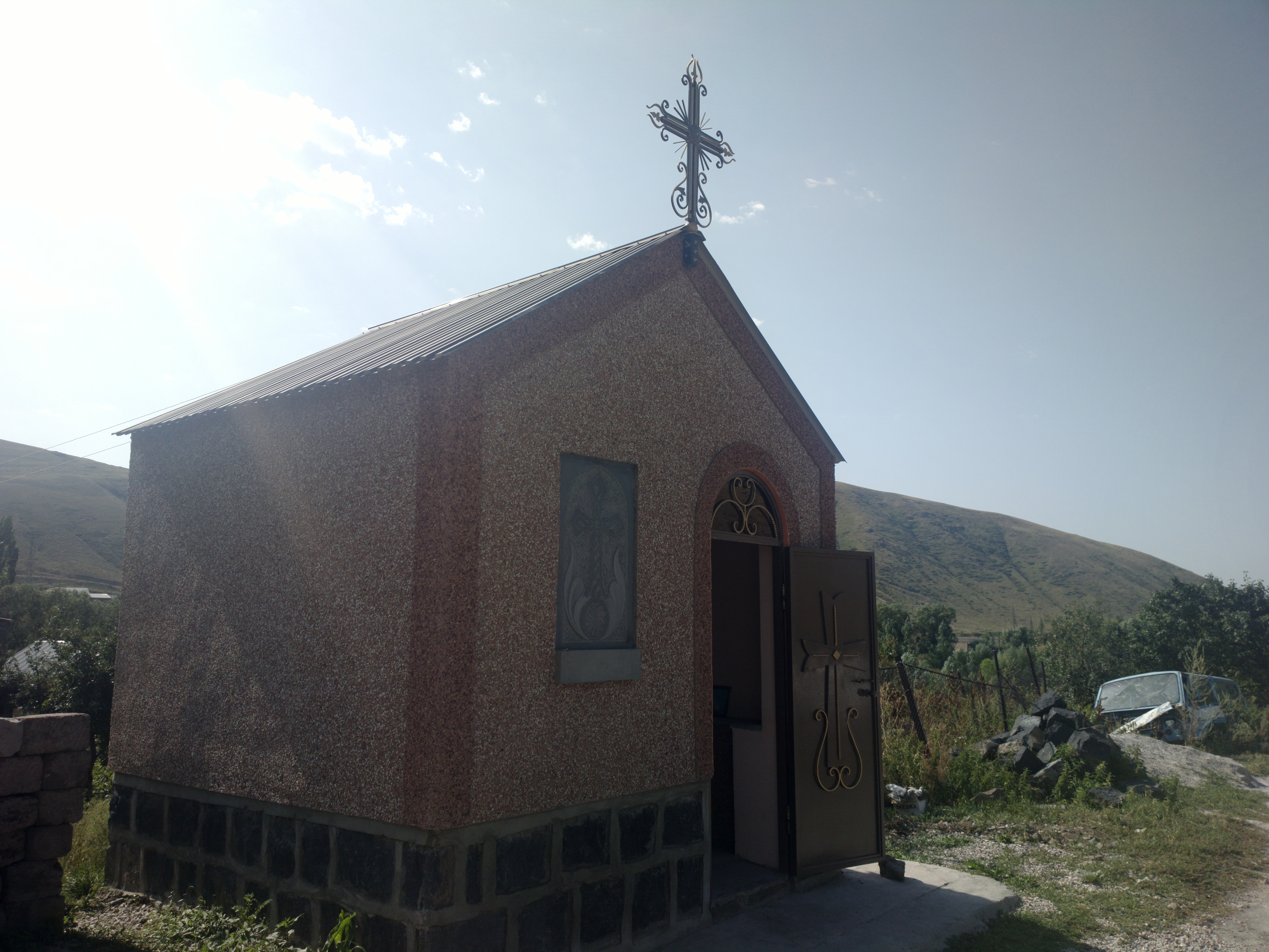
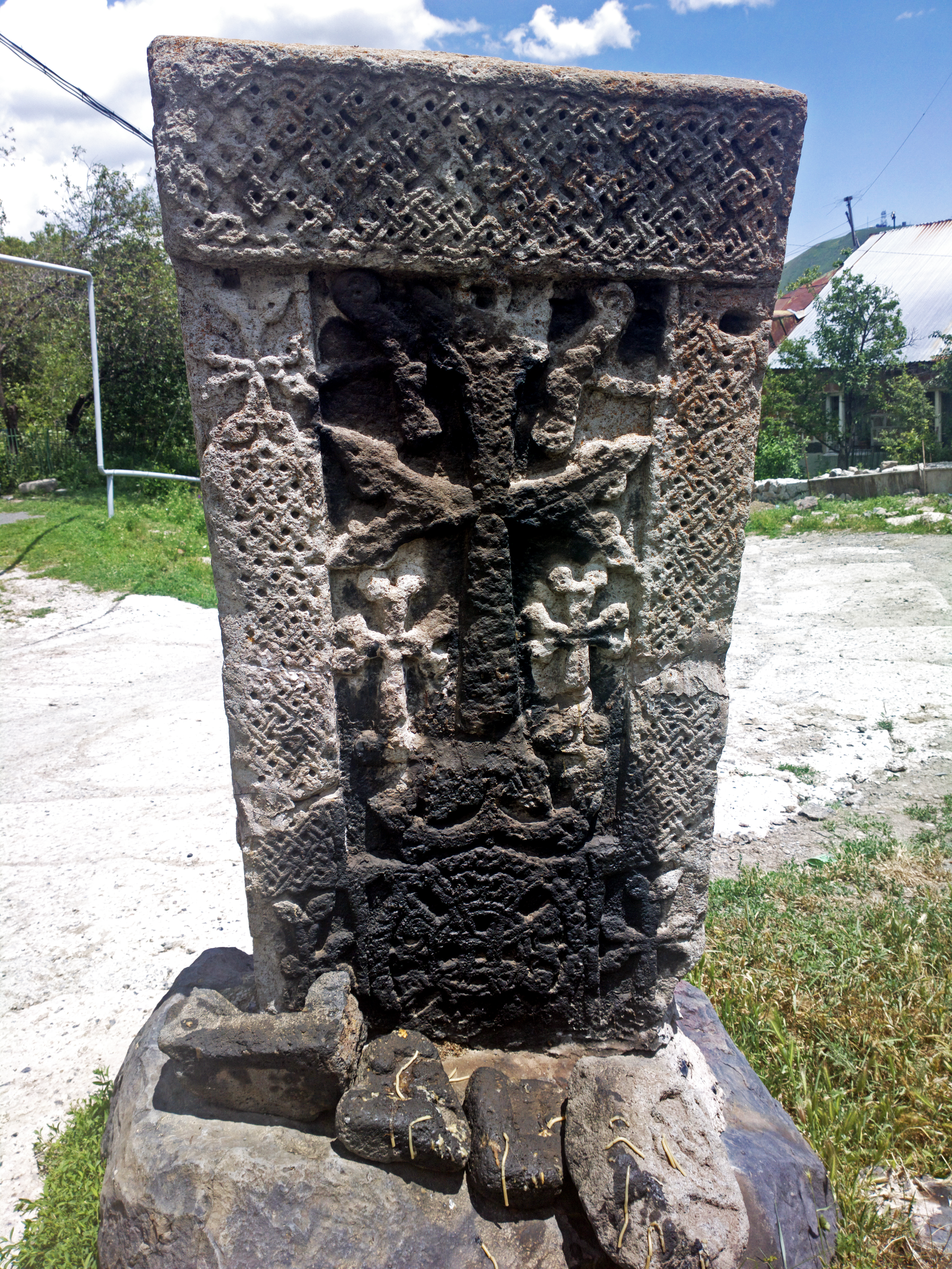
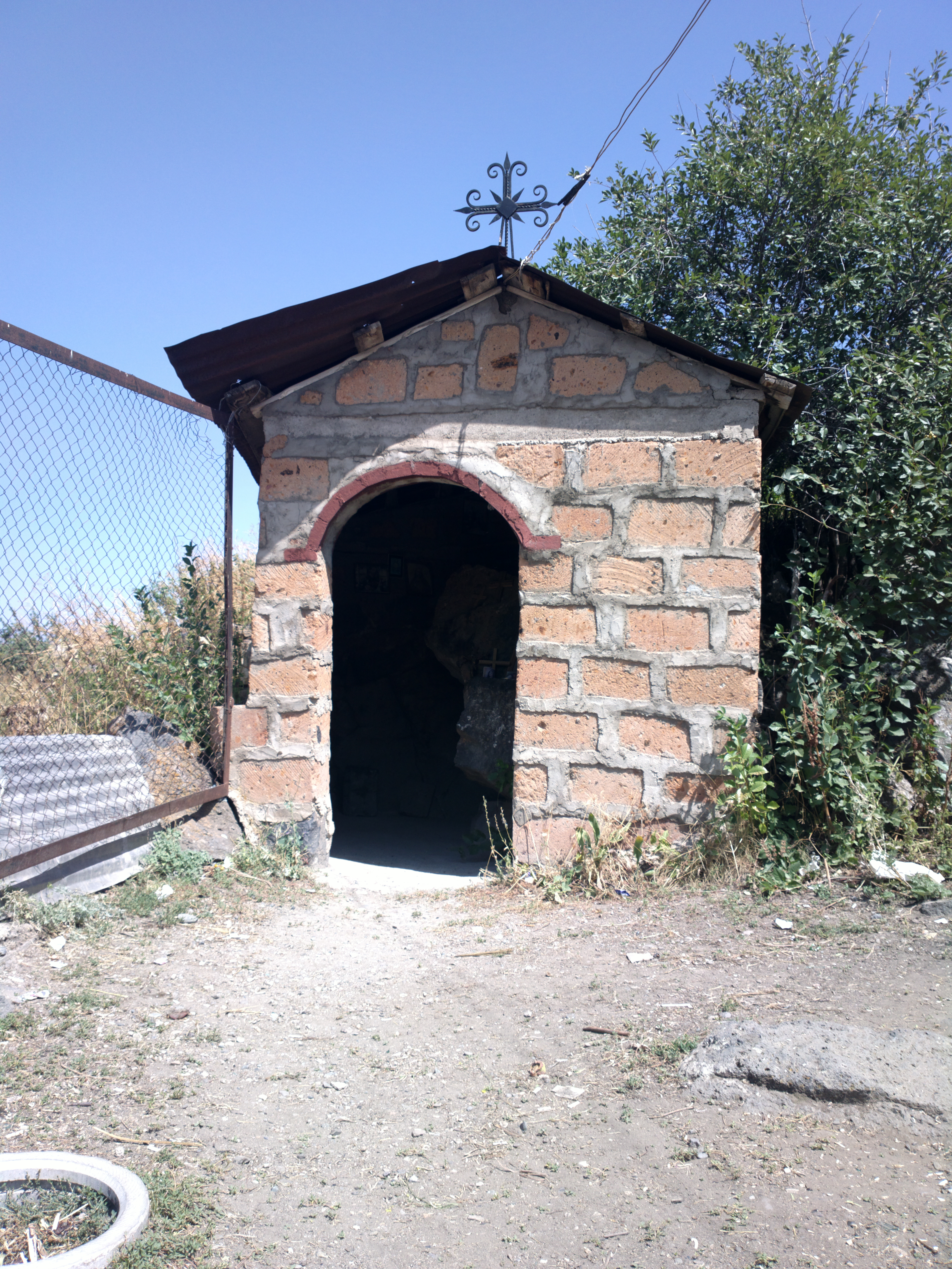
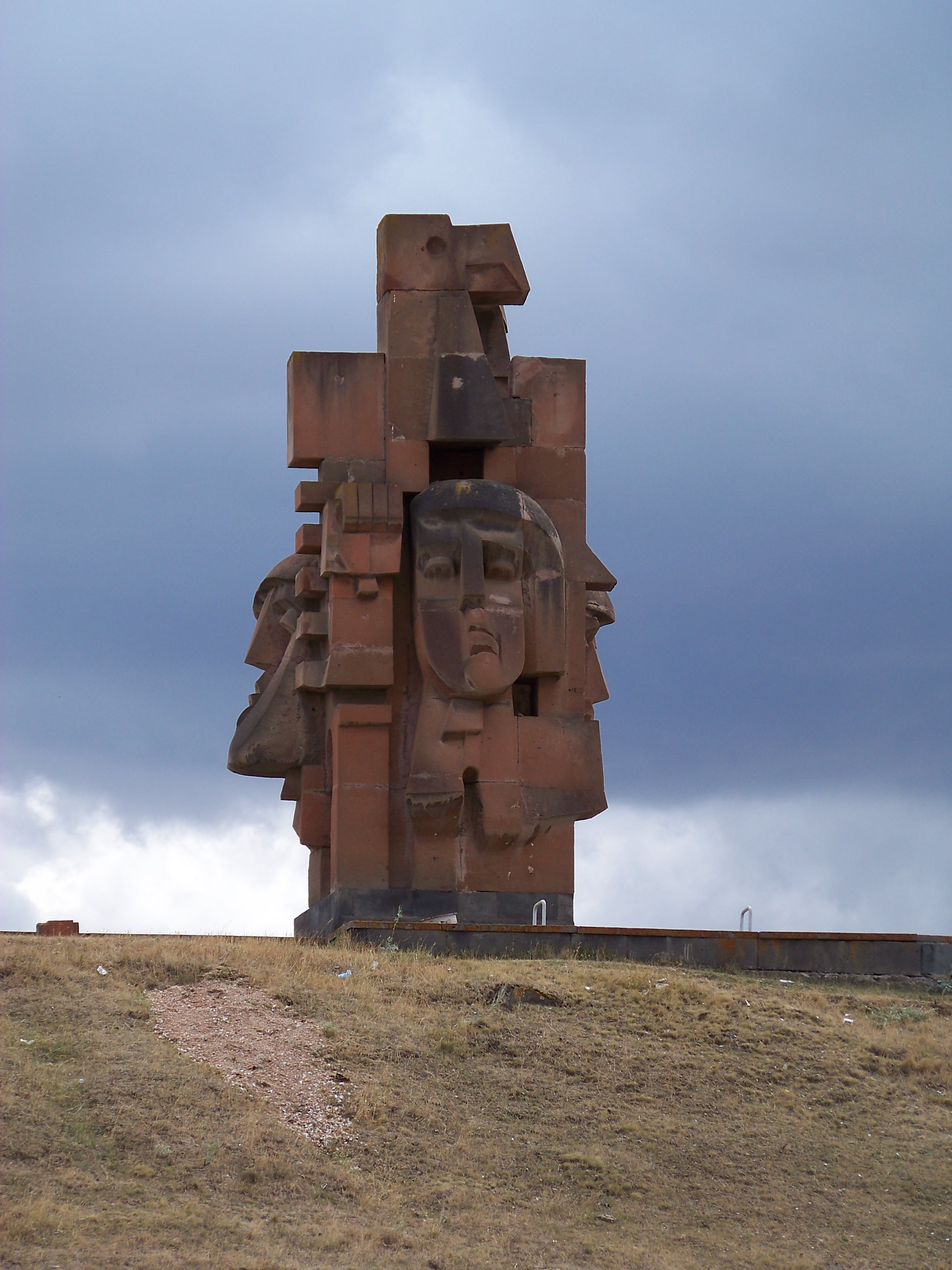
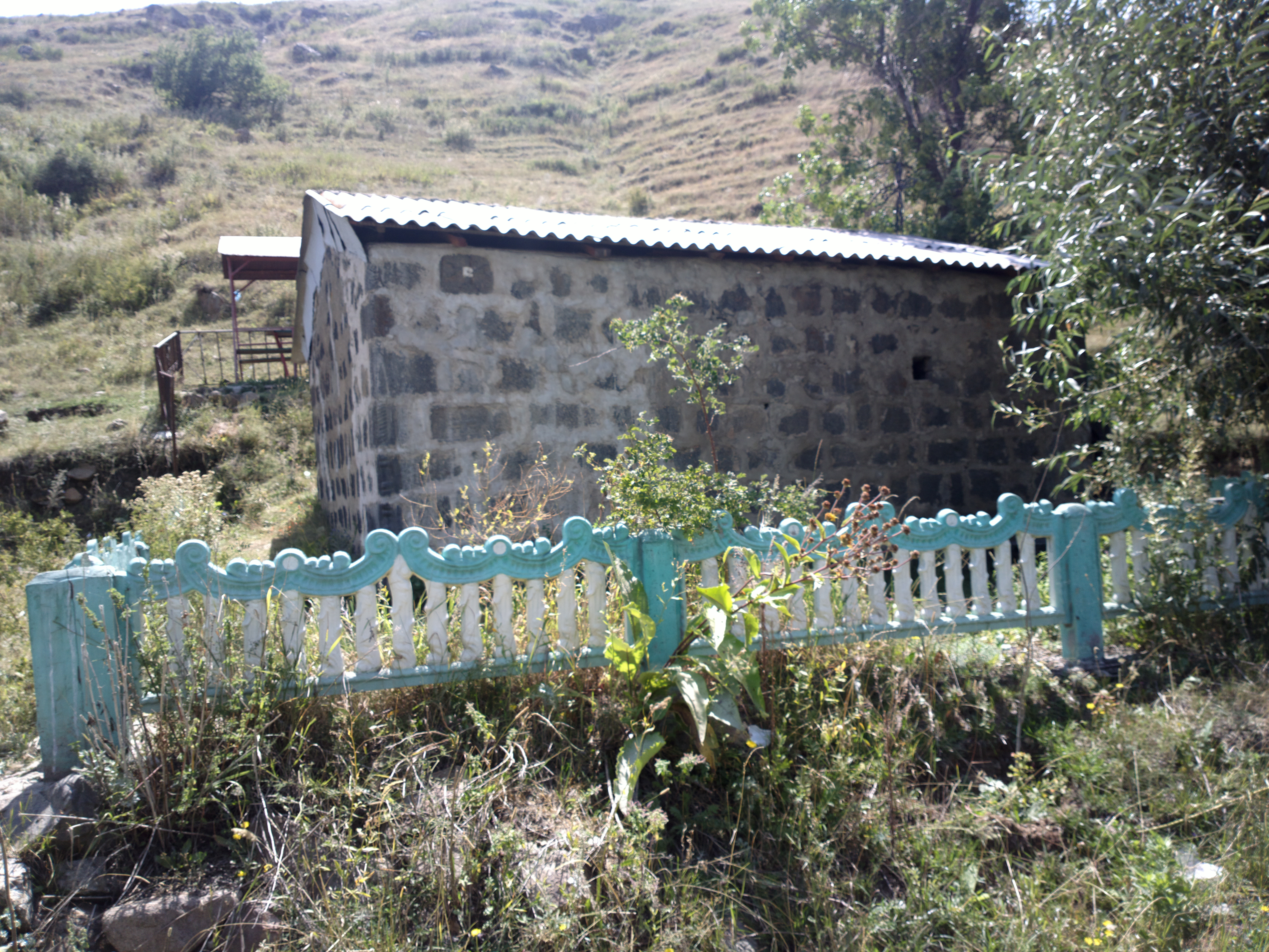
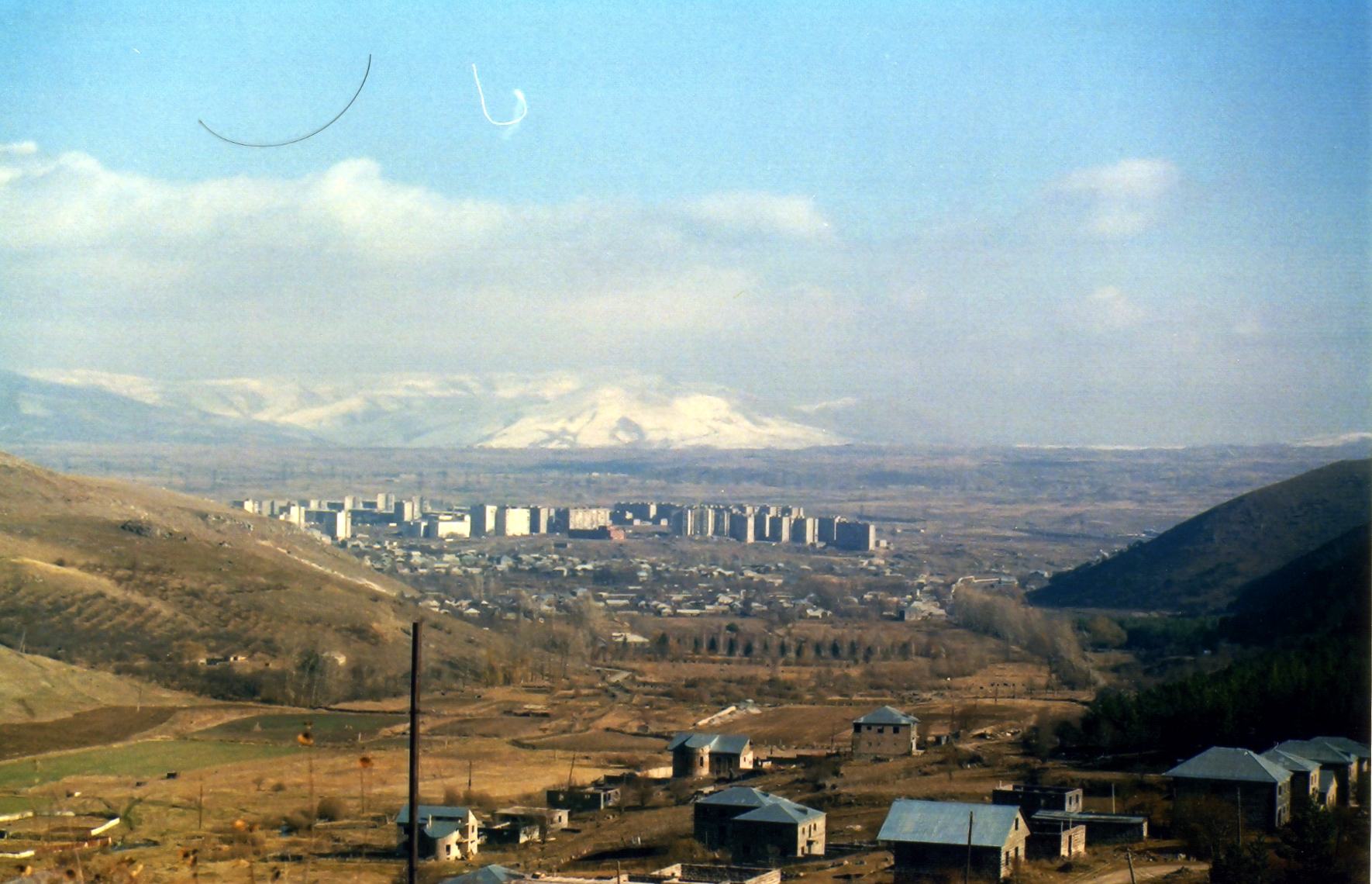
Hrazdan as seen از تساغکادزور
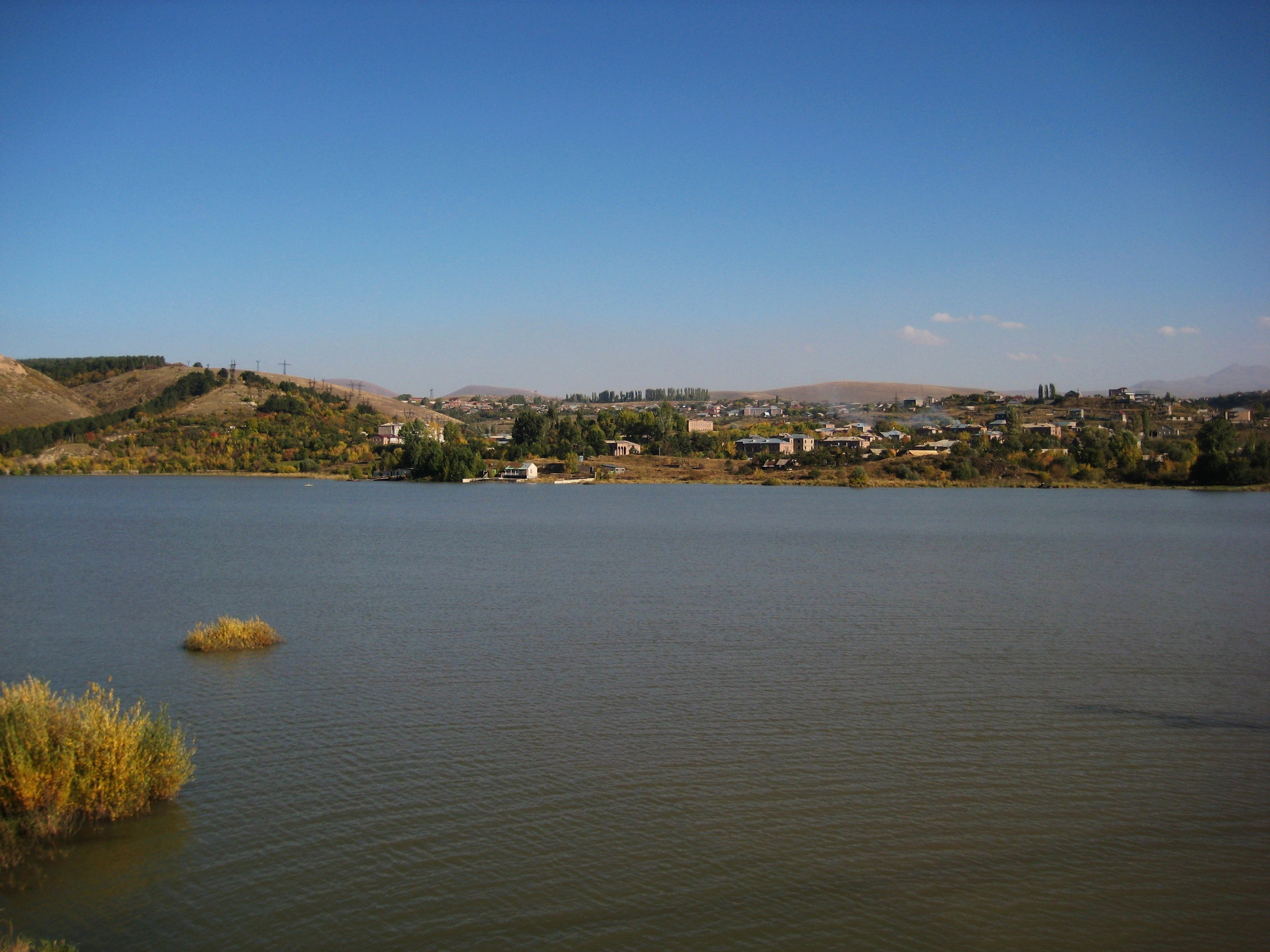
در ساحل دریاچه Tsovinar
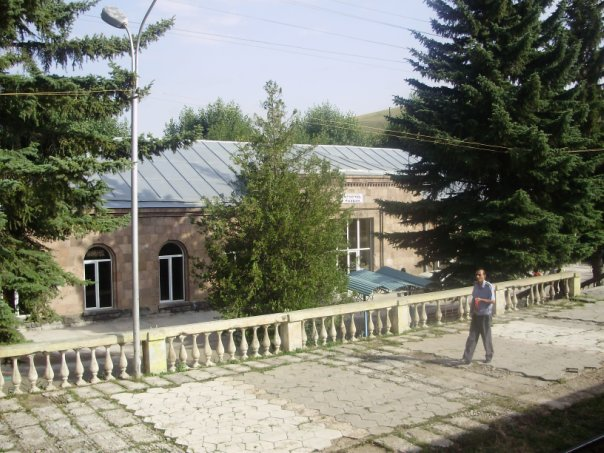
ایستگاه راه‌آهن هرازدان
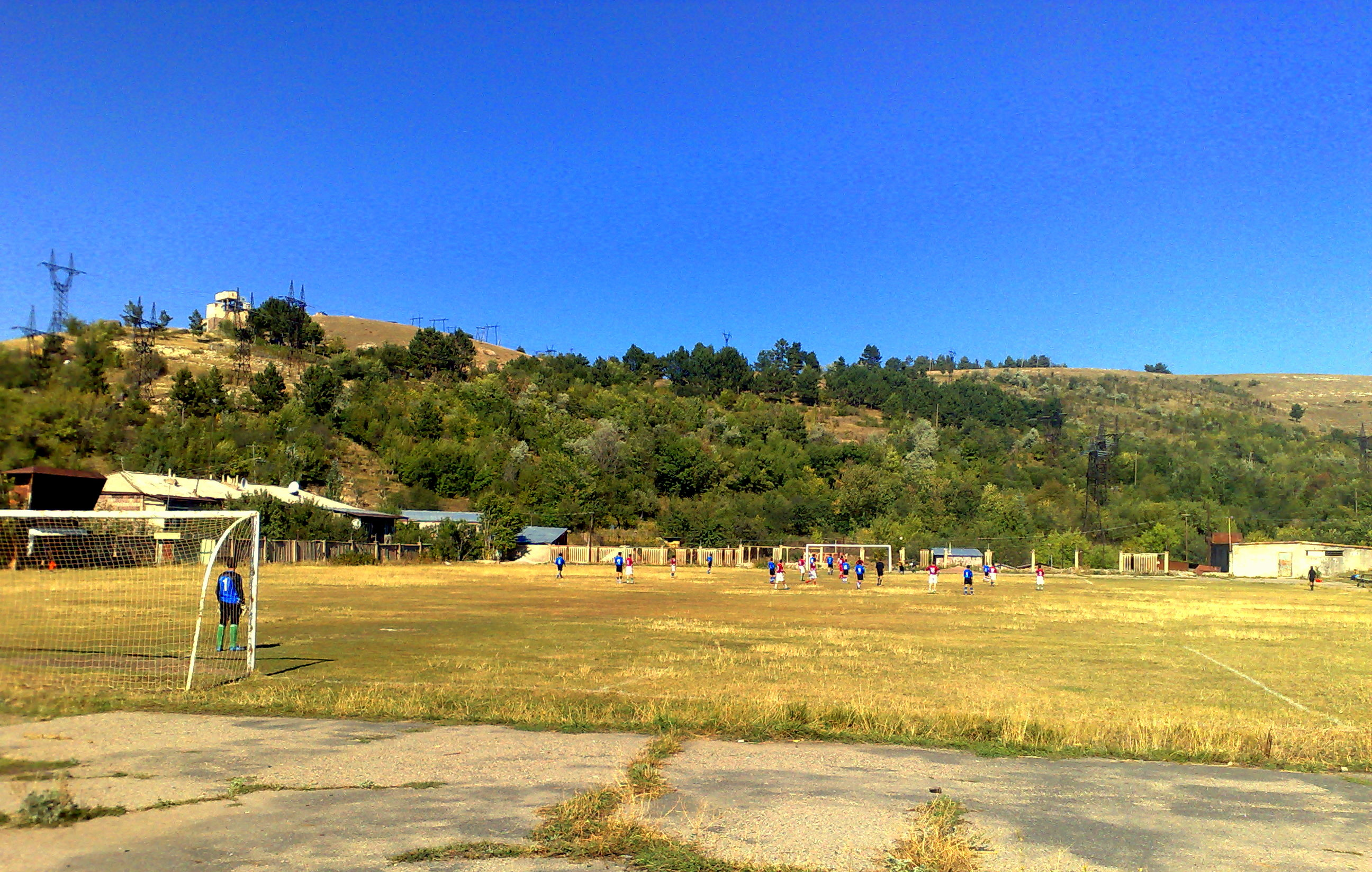
استادیوم فوتبال هرازدان
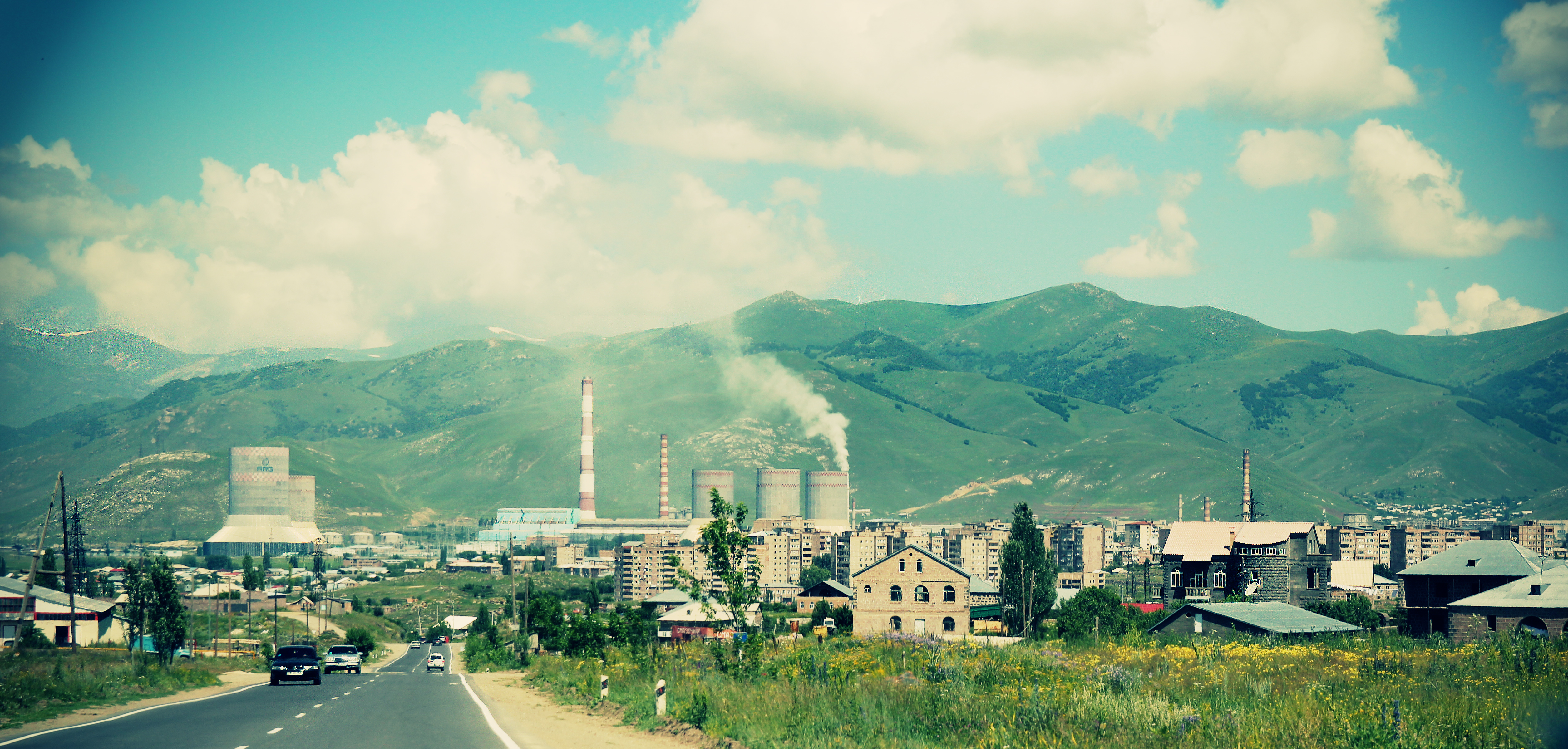
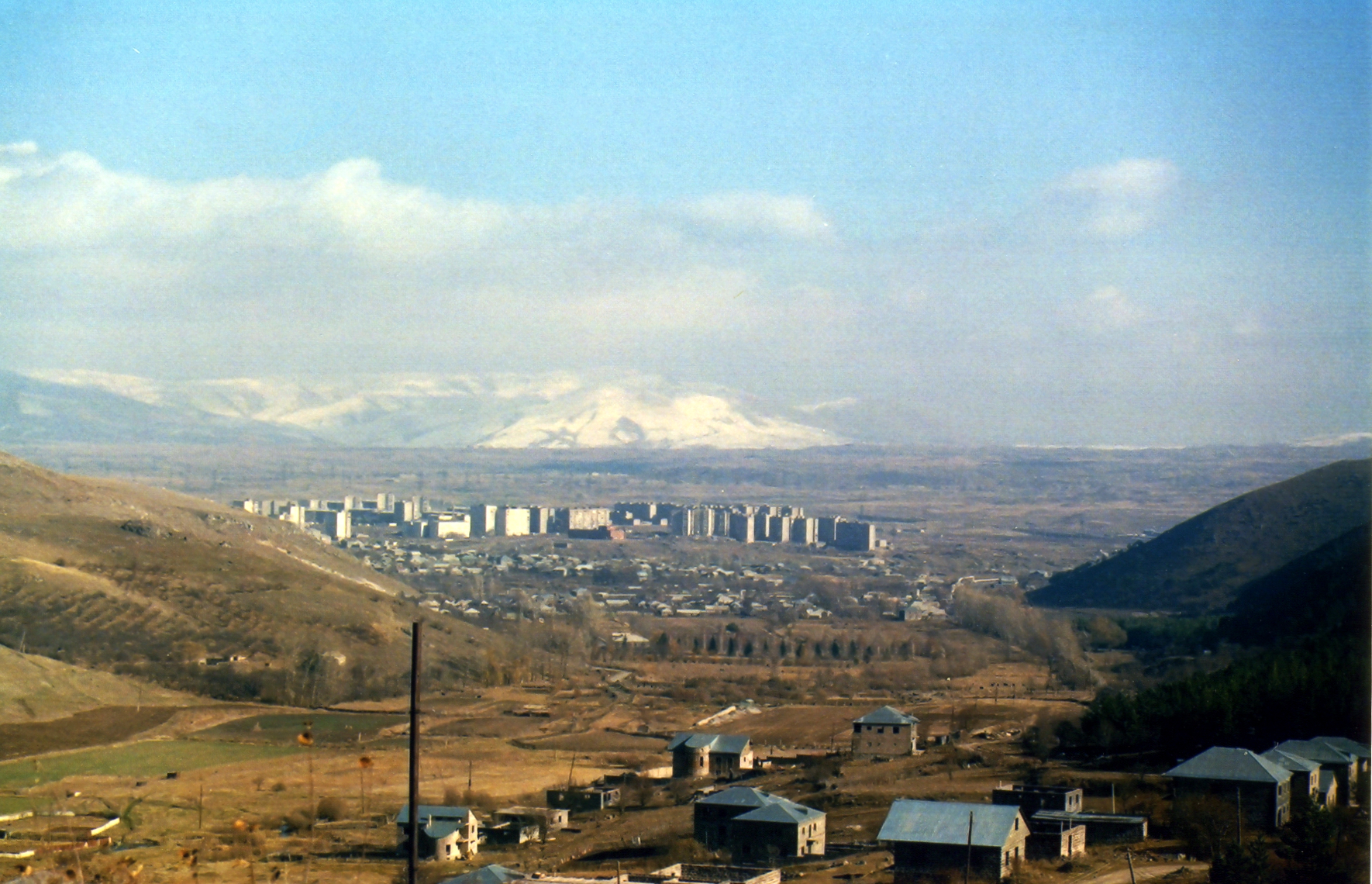